# Pimiento seco

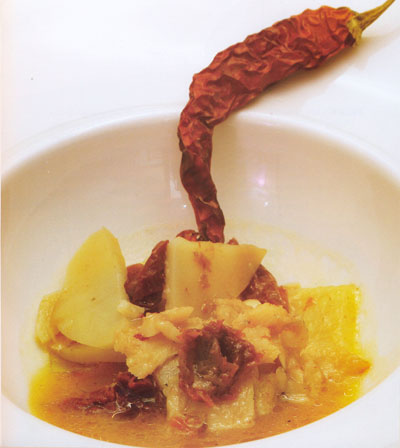
En muchos platos de la cocina española se emplean los pimientos secos: un ejemplo es el rin-ran.

El pimiento seco (generalmente denominados en plural como pimientos secos) es una preparación de conservación de pimientos mediante secado al aire. En muchos casos se mantienen deshidratados durante largos periodos de tiempo con el objeto de participar posteriormente en la participación de diversos platos. Los pimientos secos pueden molerse, convirtiéndose en pimentón (como es el caso del pimentón de la Vera o el de Murcia). Pueden mantenerse como es el caso de las ñoras y los pimientos choriceros. En este caso los pimientos suelen hidratarse bien en los jugos del caldo, bien con agua para retirar posteriormente su pulpa (caso de los pimientos choriceros). 
Los pimientos secos figuran como ingredientes en muchas preparaciones de la gastronomía española, pero aparecen con más frecuencia en ciertas zonas como es el caso de la cocina extremeña. Generalmente como un condimento que da sabor a platos humildes de patata, pescado (generalmente en platos de bacalao). Es frecuente encontrar este pimiento seco colgado en las cocinas populares, formando en muchas ocasiones ristras de pimientos, junto a los ajos. 